# Denaturacija (biokemija)
Denaturacija je proces u kojem je bjelančevinama poremećena kvaternarna, tercijarna i sekundarna proteinska struktura koja postoji u njihovom prirodnom stanju. Gubitak se postiže vanjskim utjecajem, poput utjecaja snažne kiseline ili lužine, koncentrirane neorganske soli, organskog otapala (kao što je alkohol ili kloroform), radijacija ili vrućina. Ako se bjelančevine u živoj stanici denaturira, ishod je poremećaj stanične aktivnosti i moguća smrt stanice. Denaturirane bjelančevine mogu pokazati različite osobine, od konformacijske promjene do gubitka topljivosti i proteinske agregacije.
Bjelančevinama je slijed aminokiselina u lancu točno određen, kao i prostorni oblik. On im je vrlo bitan za njihovu biološku aktivnost. Naruši li se prostorni oblik i struktura, bjelančevine više ne mogu obavljati svoju funkciju koju su dotad imale i kažemo da je došlo do denaturacije bjelančevina.
Kuglaste bjelančevine denaturiraju znatno lakše nego vlaknaste bjelančevine.
Primjer iz svakodnevnog života je kuhanje hrane. Kuhana jaja postaju tvrda, a meso se stvrdne.
Ova denaturacija nije isti proces koji se primjenjuje kod proizvodnje denaturiranog alkohola.